# Académie royale du génie de Potsdam

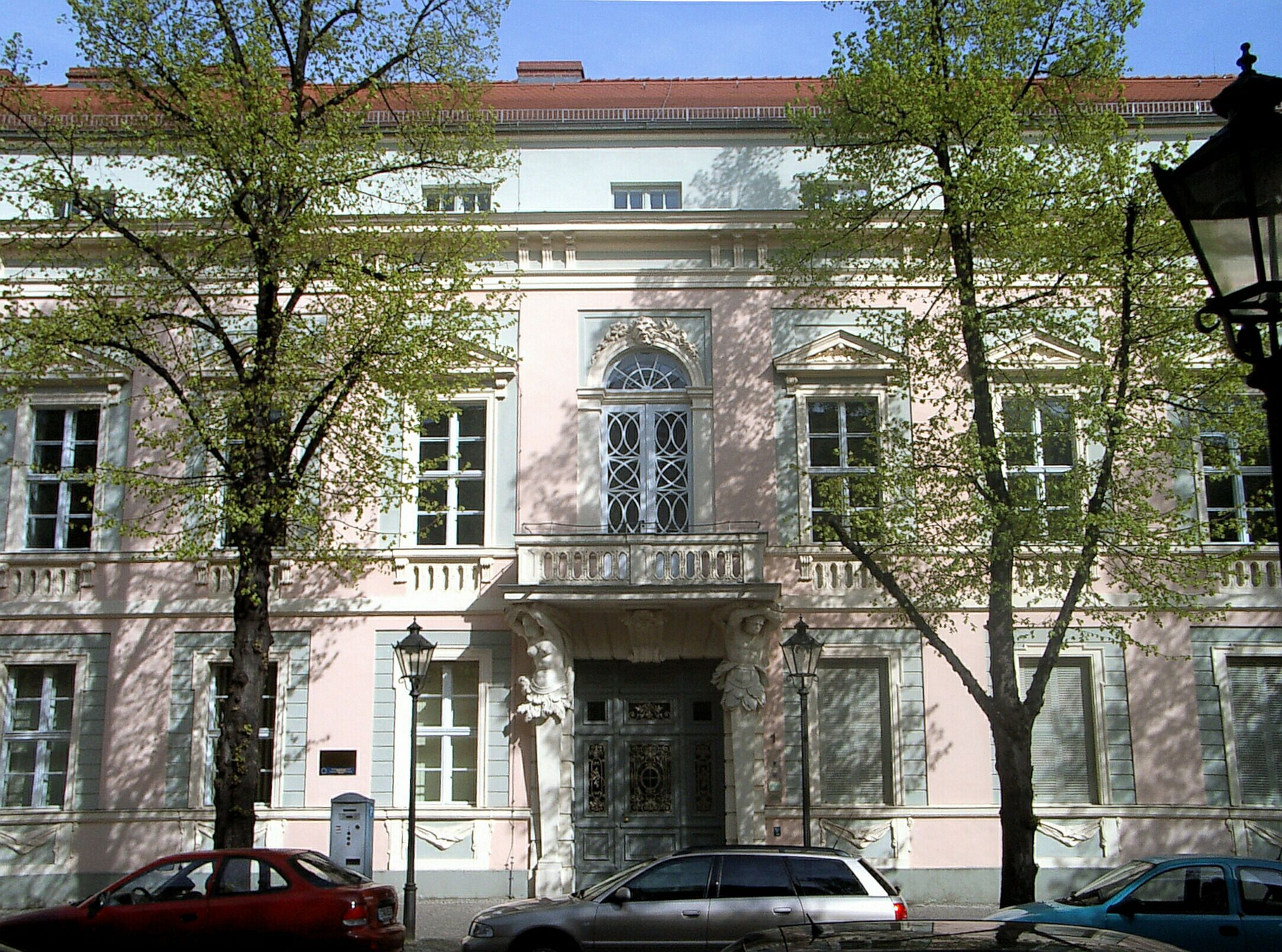
Au Neuer Markt 1 à Potsdam,
1788–1806 Siège de l'Académie

L'Académie royale du génie de Potsdam est un centre de formation prussien pour les ingénieurs militaires de 1788 à 1806.

## Histoire
L'académie est fondée en 1788 par le roi prussien Frédéric-Guillaume II, environ deux ans après son accession au pouvoir. Elle est installée dans le bâtiment Am Neuer Markt (de) 1, appelé plus tard Maison du Cabinet (de), qui a servi de résidence princière au futur roi de 1765 à 1786.
Le premier directeur est l'officier d'artillerie Heinrich Otto von Scheel (de).
Au cours des changements politiques et organisationnels provoqués par les guerres napoléoniennes, l'institution est à nouveau dissoute en 1806. L'Académie royale n'a donc existé que 18 ans. Pendant les huit dernières, le général de division Bonaventura von Rauch est le directeur.
Selon les règles de l'époque pour la composition du corps des officiers prussiens, seuls les nobles sont acceptés comme étudiants.
Les premiers professeurs sont :
- Lieutenant-colonel Heinrich Otto von Scheel (de) (1745–1808), directeur
- Major Karl Gustav von Winanko (1729–1790), directeur adjoint, Fortification [1]
- Major Joseph von Borghesi (1733-1796), dessin Général de division Bonaventura von Rauch, directeur de l'Académie royale du génie de Potsdam de 1796 à 1806

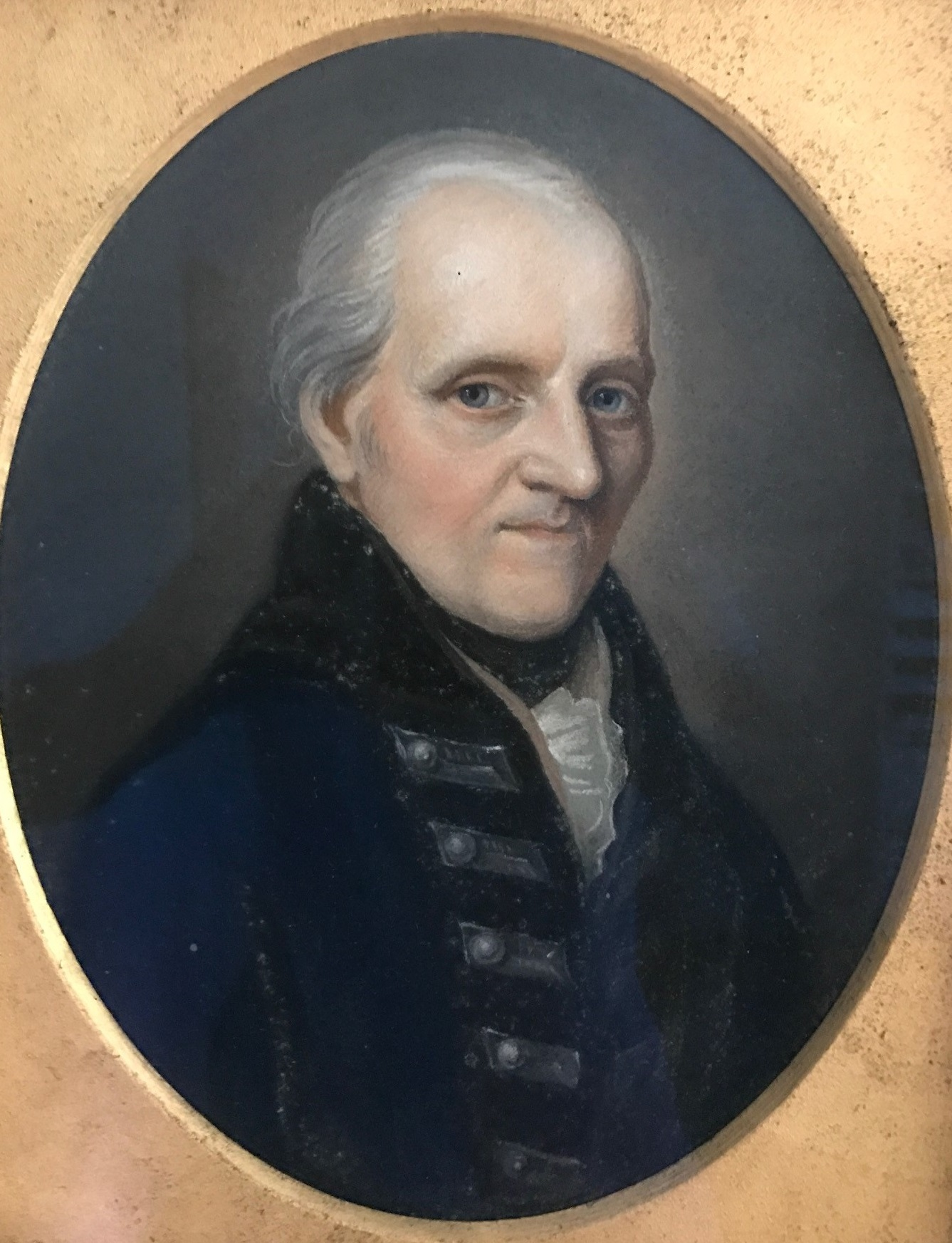
Général de division Bonaventura von Rauch, directeur de l'Académie royale du génie de Potsdam de 1796 à 1806

- Major Bonaventura von Rauch (1740–1814), artillerie, géométrie et topographie[2] (vit avec sa famille dans le bâtiment de l'académie)
- Capitaine Christian von Massenbach (1758–1827), mathématiques, physique, tactique
- Capitaine Robert Bourdet (1719-1799), génie hydraulique civil [3]
- Ingénieur capitaine Jean d'Obreuil (à partir de 1794 von Budbach), génie civil hydraulique [4]
- Lieutenant-ingénieur Ludwig Philipp von Engelbrecht (de) (1758–1818), assistant du directeur [5]
- Professeur Charles Dantal (D'Antal) (1759–1799), (lecteur du roi Frédéric II)
- Inspecteur en bâtiment de la garnison Richter, dessin